# Gunnar Nordqvist
Gunnar Moritz Nordqvist, född 21 december 1909 i Helsingborg, död där 30 september 1989, var en svensk kommunalpolitiker (socialdemokrat) i Helsingborgs stad. Han var ordförande för stadens drätselkammare 1959 till 1961 och dess stadsfullmäktige (kommunfullmäktige efter kommunreformen 1971) 1967 till 1973.

## Biografi
Nordqvist arbetade 1950 som vaktmästare på Helsingborgs rådhus och var 1957 fastighetsförvaltare. År 1970 var han intendent. Han engagerade sig politiskt i socialdemokraterna och satt i Helsingborgs stadsfullmäktige där han 1961 blev andre vice ordförande. Den befattningen innehade han fram till 1967 då han efterträdde Karl Salomonsson (socialdemokrat) som fullmäktiges ordförande. Han var under  denna tid (1960 till 1971) även ledamot i stadskollegiet, stadens då högsta styrande organ. Han var verksam under kommunreformen 1971 och kom efter sammanslagningen mellan Helsingborgs stad och de fyra omgivande kommunderna Kattarp, Mörarp, Vallåkra och Ödåkra även att vara ordförande för den nya Helsingborgs kommuns fullmäktige fram till 1973, då han efterträddes av Stig Jerker Svensson (socialdemokrat).
Nordqvist var son till elarbetaren Gustaf Harald Nordqvist och Johanna Matilda Nilsson. Han gifte sig med Iris Magda Persson 1941 med vilken han 1947 fick sonen Roland Nordqvist, journalist och skribent som blev känd för svenska folket som pappan i Telias reklamfilmer vilka sändes mellan 2004 och 2010. Nordkvist belönades 1974 med Helsingborgsmedaljen. Han avled i Helsingborg den 30 september 1989 vid en ålder av 79 år och ligger begravd vid Helsingborgs krematorium.